# Karl Falschlunger
Karl Falschlunger (* 19. Februar 1930 in Hohenems, Vorarlberg; † 20. März 2012) war ein österreichischer Politiker (KPÖ, SPÖ). Falschlunger war von 1969 bis 1995 Abgeordneter zum Vorarlberger Landtag. Zudem war er von 1993 bis 1995 Landesparteivorsitzender der SPÖ Vorarlberg.

## Leben
Karl Falschlunger wurde am 19. Februar 1930 als Sohn des Kfz-Mechanikers Alois Falschlunger und dessen Frau Ottilia in der Vorarlberger Stadt Hohenems geboren. Nach dem Besuch von Volks- und Hauptschule in seiner Heimatstadt absolvierte er zunächst eine Lehre als Werkzeugmacher bei den Bregenzer Michel-Werken, die durch den Konkurs des Unternehmens unterbrochen wurde. Anschließend daran wurde Falschlunger Bediensteter der Österreichischen Bundesbahnen und im Dezember 1945 Schiffsjunge auf einem Schiff der ÖBB-Bodenseeflotte. Um diese Zeit wurde Falschlunger als Kommunist Mitglied der Kommunistischen Partei Österreichs und der Freien Österreichischen Jugend. Außerdem war er bis zu seinem Austritt aus der KPÖ am 31. Oktober 1956 Mitglied der Österreichisch-Sowjetischen Gesellschaft.
Zwei Jahre nach seinem Austritt aus der KPÖ wurde Falschlunger im Jahr 1958 Parteimitglied der Sozialistischen Partei Österreichs (SPÖ). Zunächst machte er jedoch Karriere innerhalb der Gewerkschaft und wurde vom Obmann des Vertrauensmännerausschusses der Schifffahrtsstelle Bregenz 1964 zum Landesvertrauensobmann der Gewerkschaft der Eisenbahner und 1967 zum Landesobmann der Gewerkschaft der Eisenbahner. Im selben Jahr wurde er auch Kammerrat und Vorstandsmitglied der Vorarlberger Arbeiterkammer sowie Bezirksobmann der Sozialistischen Gewerkschaft Bregenz. Von 1981 bis 1984 bekleidete Falschlunger das Amt des Vizepräsidenten der AK-Vorarlberg. 1975 wurde er zum Landesvorsitzenden des ÖGB Vorarlberg gewählt. Diese Funktion hatte er bis zum Jahr 1987 inne. Ab 1970 war Falschlunger beruflich als Schiffskapitän eines Bodenseeschiffs tätig.
Am 5. November 1969 folgte Karl Falschlunger seinem in den österreichischen Bundesrat gewählten Parteikollegen Viktor Schwarzmann auf dessen Mandat im Vorarlberger Landtag nach. Dieses Mandat konnte er bis 1995 in fünf Wiederwahlen halten, ehe er das Mandat am 20. Jänner 1995 niederlegte. Auf das freiwerdende Mandat folgte ihm Angelika Fußenegger nach, die auch die von Falschlunger seit dem 3. November 1993 ausgeübte Funktion des SPÖ-Clubvorsitzenden übernahm. Während seiner Zeit als Landtagsabgeordneter war Karl Falschlunger von 1979 bis 1993 Zweiter Vizepräsident des Vorarlberger Landtags.

## Auszeichnungen
- 1986: Großes Silbernes Ehrenzeichen für Verdienst um die Republik Österreich[2]
- 1995: Silbernes Ehrenzeichen des Landes Vorarlberg
- 1995: Ehrenparteivorsitzender der SPÖ Vorarlberg
- 1995: Viktor-Adler-Plakette
- 2002: Ehrenpräsident der Sozialistischen Bodensee-Internationale (SBI)